# ヴォイジャー (マイク・オールドフィールドのアルバム)
『ヴォイジャー』（Voyager）は、マイク・オールドフィールドが1996年に発表した、通算16作目（サウンドトラックを除く）のスタジオ・アルバム。

## 背景
本作の制作当時は、舞台作品『リバーダンス』の成功によってケルト音楽が再評価されており、オールドフィールドもレコード会社からケルト・アルバムの制作を提案されて、自身も元々ケルト音楽をルーツとしていたことから、その提案を受け入れたという。本作のレコーディングには、チーフタンズのショーン・キーンとマット・モロイ、プランクシティのリアム・オフリン、『リバーダンス』で演奏したことでも知られるモイア・ブレナック、ノエル・エクルズ、デイヴィ・スピラーンを含むケルト音楽界の奏者が参加した。オールドフィールドは、本作のレコーディングに関して「最新のテクノロジーはそれほど使わないで、より自然発生的になった。実際、録音にはたった1か月半しかかからなくて、過去最短の期間で作れたアルバムだよ。曲によっては、1日の朝のうちに作曲から録音まで済ませた。いつもの私のやり方とは少々違う」と語っている。
「ソング・オブ・ザ・サン」は、ガリシアのグループ「ルアル・ナ・ルブレ」のバグパイプ奏者ビエイト・ロメーロが書いた曲「O Son do Ar」のカヴァーである。
「ウーマン・オブ・アイルランド」は、後にチーフタンズを結成するメンバーも在籍していたグループCeoltóirí Chualannが、「Mná na hÉireann」というタイトルで発表した曲が原型とされており、本作のヴァージョンでは、ヘンデルの「サラバンド」（『ハープシコード組曲第2集』第4番ニ短調より）のフレーズが挿入された。なお、「ウーマン・オブ・アイルランド」とヘンデルの「サラバンド」は、いずれもオールドフィールドが敬愛していたスタンリー・キューブリックの監督映画『バリー・リンドン』のサウンドトラックでフィーチャーされていた曲でもある。

## 反響・評価
全英アルバムチャートでは6週トップ100入りして最高12位を記録し、自身12作目の全英トップ20アルバムとなった。本作から1997年にシングル・カットされた「ウーマン・オブ・アイルランド」は、全英シングルチャートで70位に達した。
Ross Boissoneauはオールミュージックにおいて5点満点中2点を付け「オールドフィールドの突き刺すようなギター・プレイは際立っており、シンセサイザーと溶け合ったバグパイプの音も、荘厳な雰囲気を与えようとしているが、結局のところ、この録音ではどこへも旅立てない」と評している。

## 収録曲
特記なき楽曲は、トラディショナル・ソングをマイク・オールドフィールドがアレンジしたもの。
1. ソング・オブ・ザ・サン - "The Song of the Sun" (Bieito Romero) - 4:32
2. ケルティック・レイン - "Celtic Rain" (Mike Oldfield) - 4:41
3. ザ・ヒーロー - "The Hero" - 5:03
4. ウーマン・オブ・アイルランド - "Women of Ireland" - 6:29
5. ザ・ヴォイジャー - "The Voyager" (M. Oldfield) - 4:26
6. シー・ムーヴス・スルー・ザ・フェアー - "She Moves Through the Fair" - 4:06
7. ダーク・アイランド - "Dark Island" - 5:43
8. ワイルド・グース - "Wild Goose Flaps Its Wings" (M. Oldfield) - 5:04
9. フラワーズ・オブ・ザ・フォーレスト - "Flowers of the Forest" - 6:03
10. モン・サン・ミシェル - "Mont St Michel" (M. Oldfield) - 12:17

## 参加ミュージシャン
- マイク・オールドフィールド - アコースティック・ギター、エレクトリック・ギター、ギターシンセサイザー、マンドリン、ピアノ、シンセサイザー、プログラミング
- モイア・ブレナック（英語版） - フィドル
- ショーン・キーン - フィドル
- リアム・オフリン - イリアン・パイプス
- デイヴィ・スピラーン - イリアン・パイプス、ロー・ホイッスル
- マット・モロイ - フルート、ティン・ホイッスル
- ジョン・マイヤーズ - ティン・ホイッスル、フィドル
- ノエル・エクルズ - パーカッション
- ヘンリー・ジャックマン - アディショナル・プログラミング
- パット・ウォルシュ - アディショナル・パフォーマンス
- ロンドン・ヴォイセズ - クワイア
- ハイランド・パイパーズ - バグパイプ
- ロンドン交響楽団
- ロビン・スミス - アレンジ(on #10)